# キミに歌ったラブソング
「キミに歌ったラブソング（きみにうたったらぶそんぐ）」は、Lil'Bの2作目のシングル。発売元はDefSTAR RECORDS。

## 解説
- 前作「オレンジ」から約3か月ぶりのシングル。
- PVは、「フランダースの犬」とコラボレーションした。
- オリコンでは初登場8位、「レコード会社直営」の「レコ直」着うたランキングでは1位を獲得した。
- 二階堂ふみ主演で映画化が決まっており、Sony Music Online Japanが運営する特設ページ「DOR@MO」で12月9日より先行公開されている。またアメリカアカデミー賞公認のアジア最大級の国際短編映画祭｢Short Shorts Film Festival & ASIA 2009｣にて2009年新設された｢ミュージックShort部門｣にノミネートされた。
- メンバーのAILAが、亡くなってしまった親友に向けて作詞した。キミうた3部作の第1弾である。キミに歌ったラブソングのキミは”友達”を指している。

## 収録曲
- 全曲とも、作詞はMIE AILA、作曲は黒光雄輝。

1. キミに歌ったラブソング
2. 15
3. キミに歌ったラブソング-SUNSET remix-
4. キミに歌ったラブソング KARAOKE

## 出演
・ミュージックステーション(テレビ朝日)